# Pelvis
La pelvis es la región anatómica inferior del tronco. Siendo una cavidad, la pelvis es un embudo osteomuscular que se estrecha hacia abajo, limitado por el hueso sacro, el cóccix y los coxales (que forman la cintura pélvica) y los músculos de la pared abdominal inferior y del perineo. Limita un espacio llamado cavidad pélvica, en donde se encuentran órganos importantes, entre ellos, los del aparato reproductor femenino.
Genéricamente, el término pelvis se usa incorrectamente para denominar a la cintura pelviana o pélvica misma. Más adelante se ahonda en esto.
Topográficamente, la pelvis se divide en dos regiones, la pelvis mayor (también se la puede llamar pelvis falsa) y la pelvis menor (pelvis verdadera). La pelvis mayor, con sus paredes ensanchadas es solidaria hacia adelante con la región abdominal inferior, las fosas ilíacas e hipogastrio. Contiene parte de las vísceras abdominales. La pelvis menor, la parte más estrecha del embudo, contiene la vejiga urinaria, los órganos genitales y parte terminal del tubo digestivo (recto y ano).

## Clasificación
Desde el punto de vista clínico, de especial importancia en obstetricia, la pelvis puede ser clasificada en varios tipos, según su forma:

### Clasificación de Caldwell y Moloy
Pelvis ginecoide (50%)
Es la pelvis más favorable para el parto natural.
- Estrechos. El estrecho superior tiene forma muy ligeramente ovoidea, con el segmento anterior amplio y redondeado igual el segmento posterior y el diámetro transverso en forma redondeada o ligeramente elíptica.
- "Sacro. La curva e inclinación del hueso sacro son de características medianas y las escotaduras sacrociáticas son de amplitud mediana.
- Pubis. El ángulo subpubiano es amplio y redondeado con paredes laterales paralelas y ramas isquipubianas arqueadas.
- Diámetros. El diámetro interespinoso (biciático) amplio y muy similar al diámetro intertuberoso (bituberoso, entre una tuberosidad isquiática y la opuesta),[1] también amplio, ambos de unos 10,5 cm.

Pelvis androide
Es la forma característica de la pelvis masculina y cuando se encuentra en mujeres, es más común verlo en la raza blanca. Los diámetros de la pelvis androide se caracterizan por tener un diámetro transversal acortado por la convergencia de las paredes de la pelvis, así como un diámetro anteroposterior acortado por la inclinación hacia adelante del hueso sacro. Este tipo de pelvis no es nada favorable para un parto natural.
- Estrechos. El estrecho superior tiene forma triangular, el segmento anterior (el arco que forma la cara posterior del hueso pubis) es agudo y estrecho y el segmento posterior (el arco que forma la cara anterior del hueso sacro) amplio, pero aplanado posteriormente y ocasionalmente con salida del promontorio y los alerones del hueso sacro.
- Sacro. Escotaduras ciáticas estrechas, inclinación del sacro hacia adelante (en anteversión), las espinas ciáticas son salientes y puntiagudas.
- Pubis. Paredes pelvianas convergentes hacia el pubis, siendo más amplia la pared posterior. Las ramas isqiuopubianas rectas, con ángulo supbúpico agudo y estrecho.
- Diámetros. Tanto el diámetro interespinoso e intertuberoso son cortos.

Pelvis antropoide
Tiene la forma de la pelvis ginecoide rotada 90 grados, es decir un óvalo o elipse antero-posterior, común en mujeres de raza negra.
- Estrechos. El estrecho superior es oval anteroposteriormente, con el segmento anterior y el posterior largos y estrechos pero ligeramente redondeados.
- Sacro. La escotaduras sacrociáticas son amplias, el hueso sacro es largo y estrecho con una curvatura marcada por la inclinación del sacro hacia atrás.
- Pubis. Las paredes laterales de la pelvis en dirección al hueso púbico son paralelas una con la otra. El ángulo subpubiano es ligeramente estrecho y las ramas isquiopubianas levemente arqueadas.
- Diámetros. Los diámetros interespinoso e intertuberoso son cortos, mientras que los diámetros anteroposteriores son amplios.

Pelvis platipeloide (3%)
- Estrechos. El estrecho superior es oval en sentido transverso, con el segmento anterior y el posterior amplios y redondeados.
- Sacro. La escotaduras sacrociáticas son estrechas, mediana inclinación de la curvatura del hueso sacro.
- Pubis. El ángulo subpubiano es muy amplio y redondeado y las ramas isquiopubianas muy arqueadas.
- Diámetros. Los diámetros interespinoso e intertuberoso son muy amplios, mientras que los diámetros anteroposteriores son cortos.

## Pélvis ósea

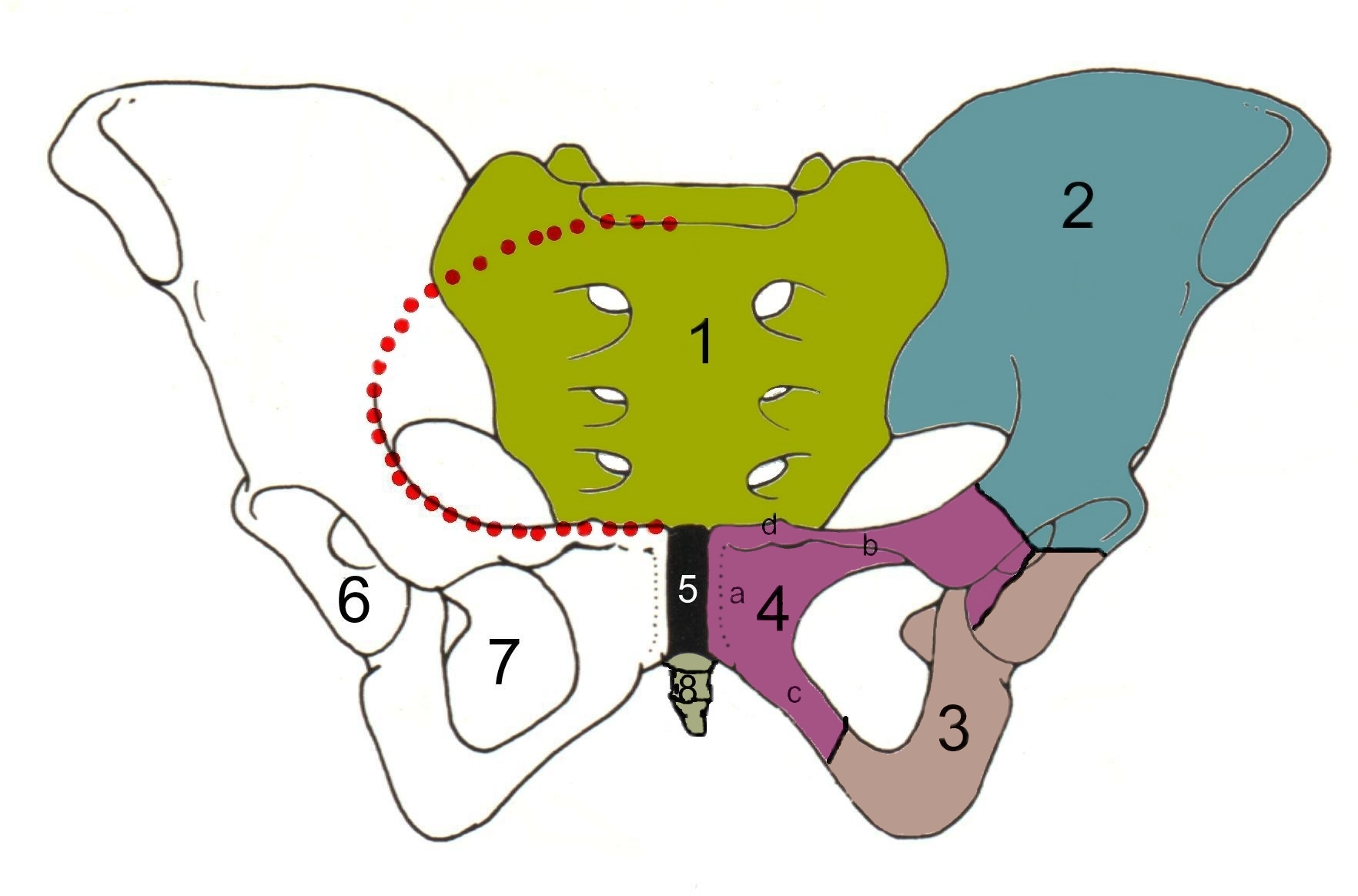
Huesos y elementos que componen la pelvis: 1) Sacro; 2) Iliaco; 3) Isquion (o isquión); 4) Púbico; 5) Sínfisis púbica

El hueso coxal, el sacro y el cóccix articulados entre sí forman la pelvis ósea, en referencia a la estructura ósea de la pelvis. Por el contrario, cintura pelviana o pélvica implica una referencia morfofisiológica a la parte de la pelvis que participa en la articulación del miembro inferior, es decir los coxales. A este respecto conviene recordar que la cintura pelviana tiene su homólogo en el miembro superior: la cintura escapular.
Este conjunto óseo cumple varias funciones: da soporte mecánico y protección a los órganos pélvicos y del bajo vientre, articula los miembros inferiores a la porción inferior del tronco, permite la biodinámica de la bipedestación, etc.
En la pélvis ósea se pueden describir dos superficies y dos aberturas:
- una superficie exterior,
- una superficie interior,
- una abertura superior,
- una abertura inferior.

Superficie exterior
- Parte ánterolateral: sínfisis pubiana + lámina cuadrilátera + rama horizontal y descendente del pubis + agujero isquiopubiano;
- Parte lateral: fosa ilíaca externa + cavidad cotiloidea + rama descendente del isquion + tuberosidad isquiática;
- Parte posterior: cara posterior del hueso sacro y del cóccix.

Superficie interior
La cavidad que limita la superficie interior está dividida en dos partes por un relieve casi circular llamado estrecho superior: una parte superior o pelvis mayor y una parte inferior o pelvis menor o excavación pélvica (cavum pelvis).

### Articulaciones de la pelvis ósea
- Sínfisis púbica
- Articulación sacrococcígea
- Articulación sacroilíaca
- Cadera
- Articulación isquiopubiana
- Ligamentos sacrociáticos
- Membrana obturatriz

## Variaciones de la pelvis ósea según el sexo
En la pelvis ginecoide el diámetro sagital posterior es un poco más corto que el sagital anterior, mientras que en la pelvis androide este mismo diámetro es mucho más corto.
Además en la pelvis ginecoide los lados del segmento posterior están bien redondeados y son anchos, mientras que en la pelvis androide estos lados no son redondeados y tienden a formar una cuña.

## Contenido de la pelvis
La pelvis puede ser dividida en dos porciones, una superior y otra inferior, al trazar una línea oblicua y curveada denominada línea iliopectínea. La parte superior de esa línea se denomina pelvis mayor o pelvis falsa y la porción inferior a la línea iliopectínea se le conoce como pelvis menor o pelvis verdadera.
Pelvis mayor
La cavidad de la pelvis falsa se sitúa por encima de la línea terminal y, por ende, de la pelvis menor o pelvis verdadera. Contiene las vísceras intestinales no contenidas en la pelvis menor y, en el embarazo, al útero grávido. No tiene importancia en obstetricia, aunque tiene cierta aplicación en cirugía pelviana. Sus límites:
- Hacia los lados, las fosas ilíacas;
- Hacia atrás, las últimas dos vértebras lumbares; y
- Hacia delante, la parte inferior de la pared anterior del abdomen.

Pelvis menor
La cavidad de la pelvis verdadera va desde la sínfisis púbica, rodeando la superficie interna del ilion por una línea imaginaria, llamada línea arcuata, Innominada o Arqueada, hasta el promontorio del hueso sacro. Dentro de esta cavidad se sitúan parte del colon, el recto en la parte posterior de la pelvis, la vejiga en la parte anterior justo detrás de la sínfisis púbica y, en la pelvis femenina no-operada, la vagina y el útero que se sitúan entre el recto y la vejiga.
La pelvis verdadera es una especie de cilindro irregular con una leve concavidad anterior. En este espacio se estudian varios estrechos u orificios, uno de entrada o superior, uno de salida o inferior y, entre los dos, la excavación pelviana. En la excavación pelviana es de importancia los puntos en que las dimensiones del diámetro son menores, conocido como estrecho medio. Para medir el diámetro de esta se utiliza el conjugado diagonal.

### Estrecho superior
Es el orificio de entrada a la pelvis desde el abdomen y delimitada por:
- El borde superior de la sínfisis púbica, que se continúa con el borde superior de las ramas horizontales del pubis;
- La eminencia iliopectínea que consigue continuidad con la línea innominada o línea terminal;
- La articulación o sincondrosis sacroilíaca;
- El alerón del hueso sacro que termina en el promontorio sacro.

Diámetro antero-posterior
Son tres, todos comenzando desde el promontorio del hueso sacro y terminan en puntos diferentes de la sínfisis púbica.
- Diámetro suprapúbico o conjugado verdadero, termina en el borde superior de la sínfisis púbica y es el primer diámetro que la pelvis le ofrece al feto durante el parto. El valor mínimo normal de este diámetro en la pelvis femenina es de 11 cm.
- Diámetro retropúbico o conjugado obstétrico, termina en una eminencia —llamada culmen retropubiana— situada en la unión del 1/3 superior con los 2/3 inferiores de la sínfisis púbica. Es el diámetro de menor longitud del estrecho superior, mide 10.5 cm.
- Diámetro subpúbico o conjugado diagonal, termina en el borde inferior de la sínfisis púbica y mide en la pelvis femenina 12 cm normalmente.
Diámetro transversal
Atraviesa la pelvis de un lado al otro desde la línea nominada de un lado hasta el punto opuesto del otro lado, en un punto intermedio entre la sincondrosis sacroilíaca y la eminencia ileopectínea. Su longitud en la pelvis femenina es de unos 13.5 cm.
Diámetro oblicuo
Se extiende desde la articulación sacroilíaca de un lado hasta la eminencia ileopectínea del lado opuesto y mide, en la pelvis femenina, unos 12 cm.

### Estrecho medio
Es un orificio imaginario que ocupa la excavación pélvica de gran importancia en obstetricia, pues en esto punto, la pelvis femenina suele presentar una marcada reducción de diámetros. Los puntos de referencia y los límites son:
- Hacia adelante el borde inferior de la sínfisis púbica y recorre por el 1/3 inferior de la cara interna del cuerpo del pubis;
- Lateralmente, la espina ciática, pasando por la parte media del agujero ciático mayor y, pasada la espina ciática, recorre el ligamento ciático mayor
- Hacia atrás, corta el sacro en su cara anterior, aproximadamente entre 1 y 2 cm por encima de la punta del sacro.

Diámetro anteroposterior
Comienza en el culmen retropubiano (1 cm por debajo de la sínfisis pubiana) hasta el promontorio y mide, en la pelvis femenina, 11 cm. es un diámetro importante porque de él depende que el feto pueda encajar, es decir, introducirse en la excavación.
Diámetro transversal
Es uno de los diámetros y puntos de referencia obstétricos de mayor importancia, llamado diámetro biciático o biespinoso, porque va de una espina ciática a la del lado opuesto. Su longitud en la pelvis femenina es de unos 10 cm, es el menor diámetro obstétrico.

### Estrecho inferior
El estrecho más inferior de la cavidad pélvica tiene forma romboidal debido a que los puntos de referencia laterales—las tuberosidades isquiáticas—están a una mayor altura que el plano anteroposterior, formando así, dos triángulos imaginarios, uno anterior y otro posterior. Los límites del estrecho inferior son:
- Borde inferior de la sínfisis púbica y recorre el borde inferior de la misma;
- Parte más inferior e interna de las ramas isquiopubianas y de las tuberosidades isquiáticas;
- Ligamento sacrociático mayor hasta la punta del hueso sacro.

Diámetros anteroposteriores
Subsacrosubpubiano: se extiende desde la articulación sacrocoxigea hasta el borde inferior del pubis y mide 11 cm.
Subcóccixsubpubiano: se extiende desde el extremo inferior del cóccix hasta el borde inferior del pubis y mide 9 cm. Con la retronutación del cóccix, que se produce únicamente en la defecación y en el parto, puede llegar a medir 11 cm.
Diámetro transversal
Llamado también biisquiático o bituberoso, porque se extiende desde la parte inferior e interna de una tuberosidad isquiática hasta la homóloga del lado opuesto. Su longitud en la pelvis femenina es de unos 10.5 cm.

## Funciones
El esqueleto de la pelvis es un anillo óseo en forma de cuenca que conecta la columna vertebral con los fémures.
Sus funciones principales son soportar el peso de la parte superior del cuerpo cuando se está sentado y de pie, transferir ese peso desde el esqueleto axial al esqueleto apendicular inferior cuando se está de pie y se camina, y proporcionar sujeciones para las fuerzas de los poderosos músculos de la locomoción y la postura, y soportarlas.  En comparación con la cintura escapular, la cintura pélvica es por tanto fuerte y rígida.
Sus funciones secundarias son contener y proteger las vísceras pélvicas y abdominopélvicas (partes inferiores de las vías urinarias, órganos reproductores internos), proporcionando sujeción para los órganos reproductores externos y los músculos y membranas asociados.

### Como estructura mecánica

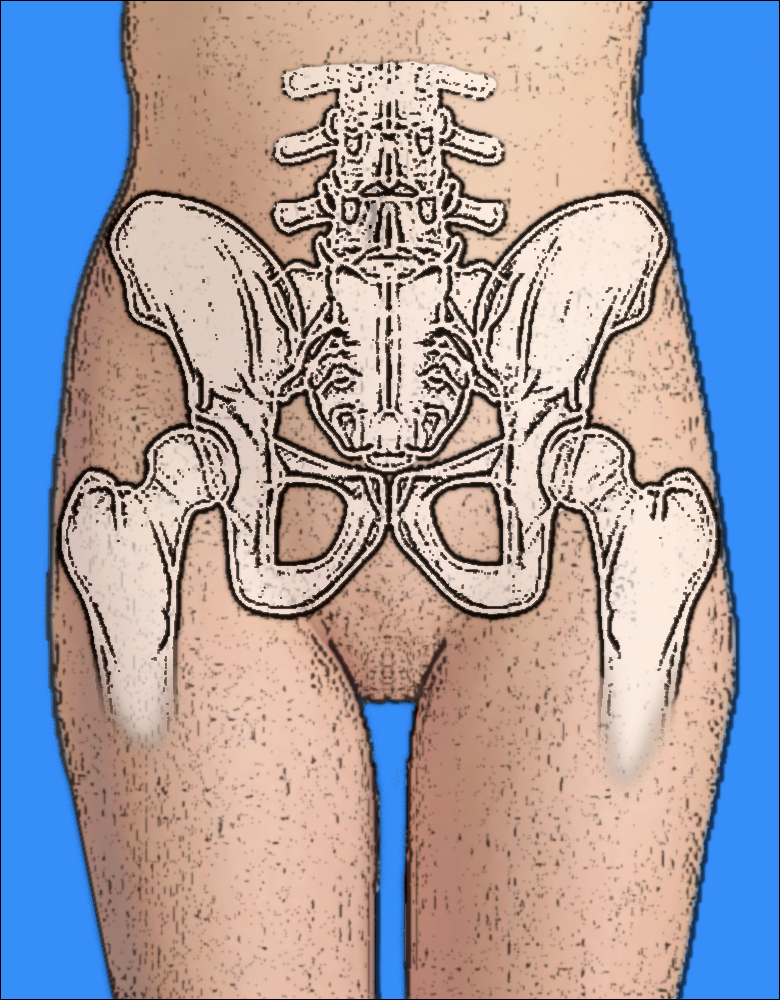
Dibujo anatómico de la pelvis femenina

La faja pélvica está formada por los dos huesos de la cadera. Los huesos de la cadera se conectan entre sí anteriormente en la sínfisis púbica, y posteriormente al sacro en la articulación sacroilíaca para formar el anillo pélvico.  El anillo es muy estable y permite muy poca movilidad, requisito indispensable para transmitir las cargas del tronco a las extremidades inferiores.
Como estructura mecánica, la pelvis puede considerarse como cuatro anillos aproximadamente triangulares y retorcidos. Cada anillo superior está formado por el hueso ilíaco; el lado anterior se extiende desde el acetábulo hasta la espina ilíaca anterosuperior; el lado posterior llega desde la parte superior del acetábulo hasta la articulación sacroilíaca; y el tercer lado está formado por la cresta ilíaca identificable por palpación.  El anillo inferior, formado por las ramas del hueso púbico y del hueso isquiático, sostiene el acetábulo y se tuerce entre 80 y 90 grados en relación con el anillo superior.
Un enfoque alternativo es considerar la pelvis parte de un sistema mecánico integrado basado en la icosaedro de tensegridad  como elemento infinito.  Dicho sistema es capaz de soportar fuerzas omnidireccionales -que van desde la carga de peso hasta la carga de niños- y, al ser un sistema que requiere poca energía, se ve favorecido por la selección natural.
El ángulo de inclinación de la pelvis es el elemento más importante de la postura del cuerpo humano y se ajusta en las caderas. También es una de las pocas cosas que se pueden medir en la evaluación de la postura. Un método sencillo de medición fue descrito por el ortopedista británico Philip Willes y se realiza utilizando un inclinómetro.

### Como anclaje de los músculos
La articulación lumbosacra, entre el sacro y la última vértebra lumbar, tiene, como todas las articulaciones vertebrales, un disco intervertebral, anterior y posterior, Ligamento amarillo, ligamento interespinoso y ligamento supraespinoso, y articulaciones sinoviales entre las apófisis articulares de los dos huesos.  Además de estos ligamentos, la articulación está reforzada por el Ligamento ileolumbar y los ligamentos lumbosacros laterales.  El ligamento iliolumbar pasa entre la punta de la apófisis transversa de la quinta vértebra lumbar y la parte posterior de la cresta ilíaca.  El ligamento lumbosacro lateral, parcialmente continuo con el ligamento iliolumbar, desciende desde el borde inferior de la apófisis transversa de la quinta vértebra hasta el ala del sacro.  Los movimientos posibles en la articulación lumbosacra son la flexión y la extensión, una pequeña cantidad de flexión lateral (de 7 grados en la infancia a 1 grado en los adultos), pero ninguna rotación axial.  Entre los 2 y los 13 años, la articulación es responsable de hasta el 75% (unos 18 grados) de la flexión y la extensión de la columna lumbar. A partir de los 35 años los ligamentos limitan considerablemente el rango de movimientos.
Los tres ligamentos extracapsulares de la articulación de la cadera -el ligamento ileofemoral, el ligamento isquiofemoral y el ligamento pubofemoral- forman un mecanismo de torsión que rodea el cuello del fémur.  Cuando se está sentado, con la articulación de la cadera flexionada, estos ligamentos se vuelven laxos permitiendo un alto grado de movilidad en la articulación.  Al estar de pie, con la articulación de la cadera extendida, los ligamentos se retuercen alrededor del cuello del fémur, empujando la cabeza del fémur firmemente hacia el acetábulo, estabilizando así la articulación. La zona orbicular ayuda a mantener el contacto en la articulación actuando como un ojal en la cabeza femoral. El ligamento intracapsular, el ligamento de la cabeza del fémur, transmite los vasos sanguíneos que nutren la cabeza femoral.

## Nutación y contranutación

### Introducción
La articulación sacroiliaca tiene una amplitud limitada y variable según las circunstancias y los individuos, lo que nos lleva a una gran contradicción entre autores a la hora de describir tanto sus movimientos como su funcionamiento. Según la teoría clásica:

### Nutación
En este movimiento, el sacro pivota alrededor del eje constituido por el ligamento axial, provocando el desplazamiento del promontorio hacia abajo y hacia delante y la parte inferior del sacro y del cóccix se desplazan hacia atrás.
Además las alas iliacas se aproximan mientras que las tuberosidades isquiáticas se separan.
Por tanto el movimiento de nutación está restringido por la tensión de los ligamentos sacrociáticos mayor y menor. Y como frenos de este movimiento tenemos los haces anterosuperior y anteroinferior del ligamento sacroiliaco anterior.

### Contranutación
El movimiento de contranutación realiza desplazamientos inversos con respecto al movimiento de nutación : el sacro, al pivotar en torno al ligamento axial se endereza de modo que el promontorio se desplaza hacia arriba y hacia atrás y la extremidad inferior del sacro y la parte inferior del cóccix se desplaza hacia abajo y hacia delante. Además las alas iliacas se separan y las tuberosidades isquiáticas se aproximan.
Por lo tanto este movimiento está limitado por la tensión de los ligamentos sacroiliacos, situados en plano superficial y plano profundo.